# Varis Bokalders
Andrejs Varis Bokalders, född 8 april 1944, är en svensk arkitekt och författare. Tillsammans med Maria Block har han skrivit fyra böcker om ekologisk byggnadsteknik.
Han har tidigare undervisat i ekologiskt anpassat byggande på arkitektsektionen på KTH.